# Bandera de Costa Rica
La bandera de Costa Rica es va adoptar oficialment el 29 de setembre del 1848. Els tres colors (blau, blanc i vermell) estan inspirats en la bandera de França. L'escut de Costa Rica s'inclou a la bandera nacional, però només en la bandera militar; en la bandera civil no cal.
- El blau simbolitza el color del cel, de les oportunitats, de l'idealisme, de la perseverança, l'eternitat i el pensament intel·lectual, així com els ideals elevats.
- El blanc és símbol de la pau, la saviesa, el bon humor i la bellesa del cel.
- El vermell és la sang vessada per la independència, així com la generositat, l'escalf i la joia de viure del poble de Costa Rica.